# Brachylophon
Brachylophon är ett släkte av tvåhjärtbladiga växter. Brachylophon ingår i familjen Malpighiaceae.
Kladogram enligt Catalogue of Life:
| Brachylophon | \| \| Brachylophon anastomosans \| \| \| \| \| \| Brachylophon curtisii \| \| \| \| |
|              | \| \| Brachylophon anastomosans \| \| \| \| \| \| Brachylophon curtisii \| \| \| \| |
|              | Brachylophon anastomosans                                                           |
|              |                                                                                     |
|              | Brachylophon curtisii                                                               |
|              |                                                                                     |